# 東雲堂
株式会社東雲堂（とううんどう）は、福岡県福岡市博多区に本社を置く、和菓子を製造する企業である。郷土芸能である「博多仁和加（はかたにわか）」のお面を形どった二◯加煎餅（にわかせんぺい・和菓子）は、地元の福岡で大変有名である。

## 商品
- 二◯加煎餅
- にわかもなか
- 丸ぼうろ

## 提供番組
- KBCニュースピア（九州朝日放送）